# Milas sagor
Milas sagor, orig. Missy Mila Twisted Tales, är en animerad tv-serie för barn från 4 till 8 år, som visas på Barnkanalen. Serien kretsar kring den 8-åriga flickan Mila, som berättar gamla sagor och berättelser på ett nytt och modernt sätt. Hon har en igelkott som heter Leverpastej, och ett älsklings-svärord "Hoppsorkar".
Serien är producerad av Planet Nemo, ett franskt bolag baserat i Lille och Paris, inriktad på animation och dataspel.